# 紳竜・さんまのスクープ一直線
『紳竜・さんまのスクープ一直線』（しんりゅう・さんまのスクープいっちょくせん）は、1983年4月3日から同年12月25日まで関西テレビで日曜13時台に放送されていたバラエティ番組。ここでは続編の『紳竜・さんまのスクープ一直線II』（ - ツー）についても記す。

## 概要
架空の新聞社「かんさいタイムズ」を舞台に、島田紳助・松本竜介・明石家さんま・間寛平の4人を中心に繰り広げられる吉本新喜劇風のドラマを内包。ドタバタ感があるものの、シリアスな作風に似つく内容だった。当初は前半40分がドラマ本編で、残り15分が視聴者参加の芸を披露するコーナーだったが、続編では視聴者参加の芸はドラマ本編に統合された。
当時人気絶頂で東京に拠点を置いていた島田紳助・松本竜介、明石家さんまに加え、当時吉本新喜劇座員だった間寛平、さらにさんまの盟友・村上ショージらが出演。編集長役には横山やすしを起用したが、多忙だったために顔出し出演したのは初回のみで、それ以降は影の編集長として声のみで指令を出す役割になり、後に降板。やすしの降板後は、チャンバラトリオの南方英二が2代目編集長役を務めた。また、シリアスな作風からナレーションを導入。関西テレビアナウンサーの毛利八郎を起用し、独特のスピード感溢れる語りがドラマを引き立てていた。
構成・脚本はかわら長介と萩原芳樹が担当。以前ラジオに萩原がゲスト出演した時に「この番組は非常に大好きで、台本を書くのが楽しくて仕方がなかった」と当時の事を話していた。
三重テレビと岐阜放送でも遅れネットをしていた。
当番組放送終了後、1997年に放送されたフジテレビお台場移転記念番組にて、数分ではあるが、久々のさんま・紳助・竜介の3ショットが実現したことがあった。

## キャスト
- 島田紳助
- 松本竜助
- 明石家さんま
- 間寛平
- 村上ショージ
- Mr.オクレ
- 横山やすし
- 南方英二
- 上海きょん - 秘書役。
- 毛利八郎（当時関西テレビアナウンサー） - ナレーション担当だったが、顔出し出演した回もある。

| 関西テレビ 日曜13時台ローカル枠                 | 関西テレビ 日曜13時台ローカル枠                               | 関西テレビ 日曜13時台ローカル枠 |
| 前番組                                          | 番組名                                                        | 次番組                          |
| ----------------------------------------------- | ------------------------------------------------------------- | ------------------------------- |
| 吉本ホットコメディ ↓ ザ・ぼんちのホットコメディ | 紳竜・さんまのスクープ一直線 ↓ 紳竜・さんまのスクープ一直線II | 花さく女の特急便                |